# Brämspindel
Brämspindel (Larinioides patagiatus) är en spindelart som först beskrevs av Carl Alexander Clerck 1757.  Brämspindel ingår i släktet Larinioides och familjen hjulspindlar. Arten är reproducerande i Sverige. Utöver nominatformen finns också underarten L. p. islandicola.